# Helen Va'aga
Helen Va’aga (Auckland, 11 agosto 1977) è un'ex rugbista a 15 e allenatrice di rugby a 15 neozelandese, due volte campionessa del mondo con le Black Ferns.

## Biografia
Proveniente da Auckland, debuttò a 25 anni nelle Black Ferns in occasione di un test match celebrativo all'Eden Park contro una selezione internazionale, il World XV; tuttavia, un anno prima, alla Coppa del Mondo 2002 in Spagna, aveva fatto parte della selezione che aveva vinto la competizione pur senza mai scendere in campo.
Nel 2006, inizialmente non convocata e facente parte delle riserve, fu chiamata in squadra come rimpiazzo per Mel Ngatai, infortunatasi a una caviglia contro Samoa.
Nel corso di tale torneo disputò il suo ultimo incontro internazionale, la semifinale vinta contro la Francia, e riconfermò il titolo vinto nel 2002.
Continuò a giocare per Auckland, di cui divenne capitano, fino al 2009; tra gli incarichi tecnici che ha ricoperto figurano quella di allenatrice volontaria in Laos e Thailandia e successivamente di coach di rugby a 7 femminile in Iran.

## Palmarès
- Coppe del mondo: 3
Nuova Zelanda: 2002, 2006